# Hours
Hours — другий альбом валлійського рок-гурту Funeral for a Friend. Альбом вийшов 13 червня 2005 року, через Ferret Records.
Альбом вийшов та записаний Террі Дейтом. Hours є одними з наймелодійніших альбомів гурту. До альбому увійшли чотири сингли: «Streetcar», «Monsters», «History» і «Roses For The Dead». Альбом досяг 12 позиції в чартах Великої Британії, альбом тримався декілька тижнів в top-75 цього чарту. Це був їхній перший альбом, що увійшов до Billboard 200 у США. А пісня «All the Rage» використовується у відео ігри Burnout Revenge.
Альбом вийшов в чотирьох варіантах:
- Нормальне видання
- Екстрене видання (з бонусним DVD і іншою обкладинкою)
- Японське видання (з двома бонус-треками)
- Обмежене японське видання (з шістьма бонус-треками)

## Список композицій
| #     | Назва                | Тривалість |
| ----- | -------------------- | ---------- |
| 1.    | «All the Rage»       | 3:37       |
| 2.    | «Streetcar»          | 3:37       |
| 3.    | «Roses for the Dead» | 4:06       |
| 4.    | «Hospitality»        | 4:44       |
| 5.    | «Drive»              | 5:06       |
| 6.    | «Monsters»           | 3:29       |
| 7.    | «History»            | 4:08       |
| 8.    | «Recovery»           | 3:31       |
| 9.    | «The End of Nothing» | 3:19       |
| 10.   | «Alvarez»            | 4:16       |
| 11.   | «Sonny»              | 3:15       |
| 43:15 |                      |            |

| Japanese bonus tracks | Japanese bonus tracks         | Japanese bonus tracks |
| #                     | Назва                         | Тривалість            |
| --------------------- | ----------------------------- | --------------------- |
| 12.                   | «Lazarus (In the Wilderness)» | 2:50                  |
| 13.                   | «I am the Arsonist»           | 4:55                  |

| Limited edition Japanese bonus tracks | Limited edition Japanese bonus tracks | Limited edition Japanese bonus tracks |
| #                                     | Назва                                 | Тривалість                            |
| ------------------------------------- | ------------------------------------- | ------------------------------------- |
| 14.                                   | «Babylon's Burning»                   | 2:31                                  |
| 15.                                   | «Sunday Bloody Sunday»                | 4:23                                  |
| 16.                                   | «The Boys Are Back in Town»           | 4:19                                  |
| 17.                                   | «Pirate Song»                         | 3:46                                  |

## Сингли та відео
| 2005 | «Streetcar»          | 15 |
| 2005 | «Monsters»           | 36 |
| 2005 | «History»            | 21 |
| 2006 | «Roses for the Dead» | 39 |

## Учасники запису
- Кріс Кумс-Робертс — гітара, бек-вокал
- Гарет Девіс — бас гітара, бек-вокал
- Метт Девіс — вокал
- Райан Річардс — барабани, гроулінг
- Дерран Сміт — гітара